# Velika nagrada Nizozemske 1965
Velika nagrada Nizozemske je bila šesta dirka Formule 1 v sezoni 1965. Odvijala se je 18. julija 1965.

## Dirka
| Poz | Št | Dirkač          | Konstruktor    | Krogi | Čas/Odstop    | Št. m. | Toč |
| --- | -- | --------------- | -------------- | ----- | ------------- | ------ | --- |
| 1   | 6  | Jim Clark       | Lotus-Climax   | 80    | 2:03:59,1     | 2      | 9   |
| 2   | 12 | Jackie Stewart  | BRM            | 80    | + 8,0 s       | 6      | 6   |
| 3   | 16 | Dan Gurney      | Brabham-Climax | 80    | + 13,0 s      | 5      | 4   |
| 4   | 10 | Graham Hill     | BRM            | 80    | + 45,1 s      | 1      | 3   |
| 5   | 14 | Denny Hulme     | Brabham-Climax | 79    | +1 krog       | 7      | 2   |
| 6   | 22 | Richie Ginther  | Honda          | 79    | +1 krog       | 3      | 1   |
| 7   | 2  | John Surtees    | Ferrari        | 79    | +1 krog       | 4      |     |
| 8   | 8  | Mike Spence     | Lotus-Climax   | 79    | +1 krog       | 8      |     |
| 9   | 4  | Lorenzo Bandini | Ferrari        | 79    | +1 krog       | 12     |     |
| 10  | 38 | Innes Ireland   | Lotus-BRM      | 78    | +2 kroga      | 13     |     |
| 11  | 30 | Frank Gardner   | Brabham-BRM    | 77    | +3 krogi      | 11     |     |
| 12  | 34 | Richard Attwood | Lotus-BRM      | 77    | +3 krogi      | 17     |     |
| 13  | 28 | Jo Siffert      | Brabham-BRM    | 55    | +25 krogov    | 10     |     |
| Ods | 20 | Jochen Rindt    | Cooper-Climax  | 48    | Pritisk olja  | 14     |     |
| Ods | 18 | Bruce McLaren   | Cooper-Climax  | 36    | Diferencial   | 9      |     |
| Ods | 26 | Jo Bonnier      | Brabham-Climax | 16    | Puščanje olja | 15     |     |
| Ods | 36 | Bob Anderson    | Brabham-Climax | 11    | Motor         | 16     |     |